# Сан-Роман (Ориндж-Волк)
Сан-Роман (англ. San Roman) — поселення на північному заході Белізу, в окрузі Ориндж-Волк, на північний захід від адміністративного центру краю.

## Розташування
Сан-Роман знаходиться на низовині Юкатанської платформи в серединній частині Белізу. Довкола села знаходяться кілька прісноводних озер та в стариці ріки велике озеро. Місцевість навколо Сан-Романа рівнинна, помережена невеличкими річками та болотяними озерцями, а село стоїть
на березі повноводної річки  Блю Крік (Blue Creek), правої притоки головної водної артерії округу — річки Ріо-Ондо (Río Hondo).

## Населення
Населення за даними на 2010 рік становить 438 осіб. З етнічної точки зору, населення — це суміш: майя, метисів та креолів.
| Рік       | 2000 | 2010 |
| --------- | ---- | ---- |
| Населення | 459  | 438  |

## Клімат
Сан-Роман знаходиться у зоні тропічного мусонного клімату. Середньорічна температура становить +24 °C. Найспекотніший місяць квітень, коли середня температура становить +26 °C. Найхолодніший місяць січень, з середньою температурою +21 °С. Середньорічна кількість опадів становить 3261 міліметрів. Найбільше опадів випадає у жовтні, в середньому 404 мм опадів, найбільш сухий квітень, з 46 мм опадів.